# Elaine Aron
Pour les articles homonymes, voir Aron.
Elaine N. Aron est une psychologue et chercheuse en psychologie américaine, reconnue comme l'une des spécialistes de l'hypersensibilité.

## Biographie
Elaine Aron obtient une licence en psychologie à l'Université de Californie à Berkeley, puis un master de psychologie clinique à l'université York et un doctorat en psychologie clinique au Pacific Graduate Institute. Elle a également effectué un stage au C.G. Jung Institue de San Francisco.     
Dans un premier temps, Elaine Aron alors psychiatre et chercheuse en psychologie se spécialise dans le champ de la psychologie de l'amour et des relations.   
Mais c'est à la suite d'une thérapie qu'elle met le doigt sur son hypersensibilité et qu'elle ouvre alors, au début des années 1990 ce nouveau champ de la psychologie qu'est l'hypersensibilité. Son travail lui a notamment permis de fonder la notion de HSP, contraction de Highly Sensitive person. Ce terme de Highly Sensitive Person est traduit en français par « personne hypersensible », « personne hautement sensible », ou « ultrasensible », mais dans l'usage et dans la traduction française du livre d'Aron, c'est le terme "hypersensible" qui prévaut.     
Elaine Aron a également élaboré un test constitué de quatorze questions afin de déterminer si l'on est hypersensible, un questionnaire remis en question depuis quelques années.

## Publications
- Ces gens qui ont peur d'avoir peur, Montréal, Éditions de l'Homme, 2013, 320 p. (ISBN 978-2-7619-3629-3)
- Hypersensibles mieux se comprendre pour s'accepter, Marabout, 2017, 384 p. (ISBN 2501139321)
- Aimer quand on est hypersensible, Leduc. S, 28 mai 2019, 368 p. (ISBN 979-10-285-1491-4)